# میکایلا گربر
میکایلا گربر (به انگلیسی: Mikaela Gerber) ژیمناست زادهٔ ۱۳ ژوئن ۱۹۹۵ میلادی اهل کشور کانادا است.